# Høyrup & Clemmensen
Høyrup & Clemmensen A/S er en dansk installationsvirksomhed, der er lokaliseret i København. Deres kompetencer er inden for elinstallation, bygningsautomation, data og sikring. 
I 2024 havde Høyrup & Clemmensen 177 ansatte. Virksomheden blev etableret i 1910 af elektroingeniør Erik Høyrup. I dag er den ejet af Søren Østergaard og Lars Kent.